# The Ring (2002)
The Ring is een Amerikaanse horrorfilm uit 2002 onder regie van Gore Verbinski. De productie is een herverfilming van het Japanse Ringu, dat werd gebaseerd op het gelijknamige boek van Kôji Suzuki.
The Ring won onder meer Saturn Awards voor beste horrorfilm en beste actrice (Naomi Watts) en Golden Trailer Awards voor beste horror- en meest originele film. Het scenario werd genomineerd voor een Bram Stoker Award.

## Verhaal
Becca Kotler is bij haar vriendin Katie Embry. Becca heeft over een geheimzinnige film gehoord: iedereen die deze bekijkt, krijgt kort daarop telefoon en sterft exact zeven dagen later op het uur waarop de film bekeken werd. Katie beweert dat ze de film zeven dagen geleden heeft gezien met drie vrienden en daadwerkelijk telefoon kregen met de melding: seven days (zeven dagen). Enkele minuten later overlijdt Katie, maar de dokters hebben geen verklaring over de doodsoorzaak en het sterk misvormde gelaat. Becca heeft gezien hoe Katie overleed, maar zit sindsdien stoïcijns in een psychiatrische kliniek en wil niets lossen. Katies moeder Ruth vraagt journaliste Rachel - tevens een nicht van Katie - of ze meer kan te weten komen.
Op de gebedswake hoort Rachel van enkele tieners het verhaal van de film. Ze komt er achter dat Katie en de drie andere op exact hetzelfde tijdstip op onverklaarbare wijze om het leven kwamen. Rachel vindt de band in het motel waar het vriendenclubje verbleef. Ze speelt de film af en krijgt daarop telefoon. Een mysterieuze stem zegt de woorden "seven days". Ze maakt een kopie van de band en laat haar originele exemplaar onderzoeken door haar ex Noah, die een videotechnicus en tevens de vader van hun kind Aiden is. Hij vindt het vreemd dat de band geen opnamespoor bevat en kan niet verklaren hoe de beelden op de band geraakten. In tussentijd heeft Rachel ontdekt dat op de laatste foto van het vriendengroepje hun gezichten misvormd zijn. Wanneer ze foto's van zichzelf maakt, is zulke vervorming ook zichtbaar. Ook Noah ontdekt bij hem eenzelfde fenomeen. Verder tekende Aiden tekeningen over Katies dood nog voordat ze overleed. Aiden beweert dat hij wordt aangestuurd door een jong meisje. Rachel bekijkt de band nogmaals: op een van de beelden is een vlieg zichtbaar. Wanneer ze de band pauzeert, beweegt de vlieg nog. Tot haar verbazing plukt ze de vlieg uit het stilstaande beeld in de werkelijke wereld.
Rachel en Noah ontdekken dat de film over de familie Morgan gaat op "Moesko Island": Anna Morgan had tal van miskramen dus besloten zij en haar man Richard om naar het buitenland te trekken om er een kind te adopteren. Sinds hun terugkeer met Samara gebeurden er tal van onverklaarbare dingen: zo verdronken paarden zich moedwillig en werd Anna krankzinnig. Richard en Anna waren ervan overtuigd dat Samara duistere krachten had. Eerst werd ze door Richard voor lange tijd op een zolderruimte boven hun paardenstal opgesloten, daarna gooide Anna haar in een waterput. Samara overleefde echter de moordpoging, zat zeven dagen in de put en overleed er ten gevolge van uitputting. Tijdens dit onderzoek sprak Rachel met onder andere Richard - die nog leeft - over dit incident, maar hij wil enkel kwijt dat Anna nooit een kind mocht hebben. Hij lijkt enigszins opgelucht dat Rachel een kopie nam van de band, maar is tevens bevreesd dat er nog banden bestaan. Daarop pleegt Richard onder het oog van Rachel zelfmoord met de woorden dat Samara hem dag en nacht teistert.
Rachel en Noah vinden de waterput waarin het dode skelet van Samara op de bodem ligt. Rachel sterft op de zevende dag niet en is van mening dat de vloek is opgeheven nu Samara is gevonden. Wanneer Aiden dit de volgende dag verneemt, is hij ontzet: Samara is nog aanwezig en mocht nooit de waterput verlaten. Bij Noah zet de televisie zich automatisch aan exact zeven dagen nadat hij de film initieel zag. Op het scherm is de betreffende waterput zichtbaar waaruit Samara kruipt. Vervolgens stapt Samara letterlijk uit de televisie richting Noah. Rachel vindt het lichaam van Noah met een sterk misvormd gelaat. Ze vraagt zich af waarom zij niet werd vermoord en zet alle gebeurtenissen en getuigenissen op een rijtje. Ze komt tot het besef dat het verhaal van Samara moet worden doorgegeven. Omdat Rachel een kopie nam van de band en een exemplaar aan iemand anders gaf die deze bekeek, is zij ontsnapt aan de vloek. Daarop verplicht ze Aiden - die de band op een onbewaakt moment bekeek - ook een kopie te nemen.

## Rolverdeling
| - Naomi Watts als Rachel Keller - Martin Henderson als Noah Clay - David Dorfman als Aiden Keller - Brian Cox als Richard Morgan - Jane Alexander als Dr. Grasnik - Lindsay Frost als Ruth Embry - Amber Tamblyn als Katherine "Katie" Embry - Rachael Bella als Rebecca "Becca" Kotler | - Daveigh Chase als Samara Morgan - Shannon Cochran als Anna Morgan - Richard Lineback als de kroeghouder - Pauley Perrette als Beth - Sara Rue als de babysitter - Sasha Barrese als de tienermeid - Adam Brody als Kellen |

## Muziek
De muziek uit de film werd gecomponeerd door Hans Zimmer en werd samen met de muziek van de tweede film in 2005 op een Soundtrack-compilatiealbum uitgebracht door Decca Records.

## Trivia
- In The Ring zijn subliminale boodschappen gemonteerd van beelden van de kwaadaardige videoband.
- De rode boom op de heuvel in The Ring is een (uit kunststof nagemaakte) Japanse esdoorn. De knoppen die hieraan groeien heten samara.
- Het motorisch vreemdsoortige loopje waarmee Samara vanuit de televisie op de kijker afkomt werd gemaakt door actrice Chase achterstevoren naar de put te laten lopen en dit vervolgens achteruit af te spelen. David Lynch gebruikte dezelfde techniek in Twin Peaks, om de vreemde stemmen te creëren van de pratende personages in 'The Red Room'.

- De verklaring van de titel in de film is een andere dan die in het oorspronkelijke verhaal in het boek. Daarin staat de ring symbool voor het oneindige, omdat de vloek alleen ontlopen kan worden door de band te kopiëren en die vervolgens aan een ander te laten zien. Datzelfde geldt automatisch voor die volgende kijker, etc. etc.